# Гусевское городское поселение (Калининградская область)
Гусевское городское поселение — упразднённое в 2014 году муниципальное образование в составе Гусевского муниципального района Калининградской области. Административный центр — город Гусев.

## География
Гусевское ГП располагалось в центре Гусевского муниципального района Калининградской области.

## История
Гусевское городское поселение образовано в соответствии с законом Калининградской области от 30 июня 2008 года № 255. В его состав вошёл город Гусев и части территорий Липовского и Фурмановского сельских округов.
Законом Калининградской области от 29 мая 2013 года № 230 Гусевское городское поселение, Калининское сельское поселение, Кубановское сельское поселение, Маяковское сельское поселение и Михайловское сельское поселение преобразованы путём их объединения во вновь образованное муниципальное образование, наделённое статусом городского округа, с наименованием «Гусевский городской округ».

## Население
| 2002   | 2010    | 2012    | 2013    |
| ------ | ------- | ------- | ------- |
| 28 467 | ↗29 942 | ↗30 231 | ↘30 211 |

## Состав городского поселения
В состав городского поселения входило 9 населённых пунктов
- Брянское (посёлок) — 180[5]
- Гусев (город, административный центр) — 28 820[7]
- Жаворонково (посёлок) — 79[5]
- Ивашкино (посёлок) — 17[5]
- Липово (посёлок) — 556[5]
- Мичуринское (посёлок) — 41[5]
- Синявино (посёлок) — 71[5]
- Фурманово (посёлок) — 723[5]
- Яровое (посёлок) — 15[5]